# Sztereotípia

Az őrült tudós sztereotip ábrázolása.

A sztereotípiák olyan személyiségi sémák, amelyek a gyors és hatékony adatfeldolgozást segítik elő. A köztudatban a sztereotípia fogalma negatív csengésű - sokszor tévesen azonosítják az előítélettel -, de az agyunk számára nélkülözhetetlen információosztályozó folyamat része. Az így meghatározott és elraktározott adatok azonban az egyénre kivetítve pontatlanok és ezért félrevezetőek lehetnek, viszont a sémák használata nélkül sokkal kevesebb információt tudnánk feldolgozni.

## A szó eredete
A szó görög eredetű. A stereós (στερεός), - ami szilárdat jelent - és a týpos (τύπος) - vagyis forma, sablon - szavak összetételéből áll. A sztereotípia szót először a nyomdaiparban használták egy sokszorosító eljárásra. A modern pszichológia alkalmazásában csak később 1922-ben jelent meg Walter Lippmann által, aki a „Public Opinion” könyvében használta, tömör meghatározásaként „az ember tudatában (fejében) őrzött kép a világunkról” jelenség megnevezéseként.

## Működése
Agyunk a folyamatosan érkező információáradatot különböző módszerekkel dolgozza fel és teszi lehetővé az emlékezet számára az adatok felidézését. A sémás feldolgozás folyamán agyunk nem rögzíti egy új esemény összes részletét, hanem a meglévő sémák egyikével hasonlítja össze, így a feldolgozás gyors. A folyamat automatikus, legtöbbször tudatában se vagyunk a konstruálási folyamatnak.
A sztereotípiák az egyén számára emberek osztályait reprezentáló sémákat jelenti. Az általánosító jellege miatt az elraktározott információ könnyen torzul és részleteiben pontatlan lesz (akár végletesen is). Azonban kísérletek bizonyítják, hogy a sémás feldolgozás segítségével az emberek sokkal több mindenre emlékeznek.
| Egy új személlyel való találkozáskor az emberek zöme nem fotografikusan rögzíti emlékezetében a megjegyzendő illetőt. Nem raktározzuk el egyszerre az összes megkülönböztető fő személyiségjegyeket, mint hajszín, szemszín, magasság, egyéb egyéni megkülönböztető jegyek (pl. anyajegy), stb. Ehelyett inkább általunk ismert sémába foglaljuk őt (mint például alacsony, olasz típus, vidám, gesztikuláló). Ezután ez a sémás, sztereotip kép könnyebben előhívható és társítható lesz a személyhez. Azonban a részletek felidézésével könnyen pontatlanok leszünk, mert esetleg az „olasz típus” besorolás miatt úgy emlékszünk vissza, hogy barna szemű az illető, holott valójában kék. |

A sztereotípiák természetesen nemcsak információ feldolgozására és elraktározására vannak hatással, hanem értelemszerűen az így előhívott - valóságtól eltérő - adatok felhasználásával befolyásolja társas viselkedésünket. A sztereotípiák fennmaradását elősegíti annak önbeteljesítő hatása, amikor viselkedésünket az így rögzített séma elvárásaihoz igazítjuk. Egyben elvárunk és tudni vélünk az egyénnél esetleg nem létező viselkedésmintákat is. A rögzült elvárások aztán előítélethez vezethetnek, amelyek akkor válnak problémássá, ha az új - a sztereotípiának ellentmondó - információk nem módosítják az elraktározott hibás besorolást.
Nem csupán saját tapasztalat alapján alakíthatunk ki sztereotípiákat, hanem társas tanulás által is. A sztereotípiákra nagy hatást gyakorolnak még a szociális attitűdök, amelyek szabályozzák negatív és pozitív viszonyulásainkat tárgyakhoz és személyekhez.
A sztereotípiák lehetnek egyaránt negatívak, pozitívak vagy akár semlegesek is.

### Elsőbbségi hatás
Azonos információkat agyunk nem egyformán dolgoz fel. Egyik ilyen fontos befolyásoló tényező az ún. „elsőbbségi hatás”. Például ha valakiről tapasztalunk 5 negatív és 5 pozitív tényezőt, akkor az egyénről kialakított kép rögzülésében meghatározó, hogy melyik tényezővel találkoztunk elsőre. Ezután az így besorolt egyénnel kapcsolatos információk bővítését is ehhez viszonyítva fogjuk megtenni.

### Korrelációk (Együttjárás)
A csoportokra vonatkozó sztereotípiák alapja egyes általunk alkotott elméletek, amelyek arról szólnak, hogy milyen tulajdonságok és viselkedések milyen másik tulajdonsággal és viselkedéssel társítható.

## Társas tanulás útján létrejött sztereotípiák jellemző területei
Néhány jellemző téma:

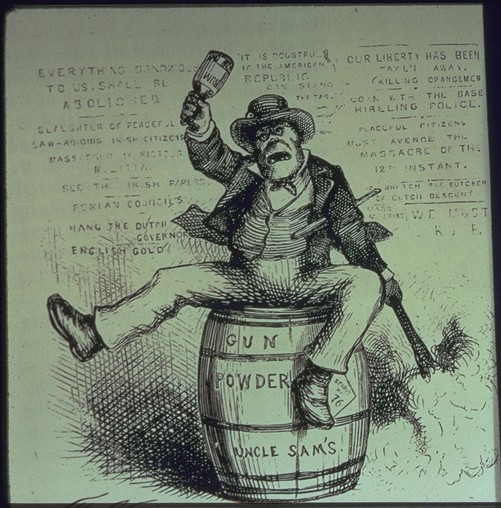
„Ahogy az átlag ír intézi a dolgokat.” Az írek amerikai sztereotip ábrázolása 1871-ben.

- Nemi sztereotípiák. Férfi-nő, apa-anya szerepek jellemzői
- Szexuális sztereotípiák. Hetero-, és homoszexuális megítélések
- Megjelenésre és kinézetre vonatkozó sztereotípiák. A kinézet alapján köztudatban lévő sztereotípiák. Pl.: „a szőke nők buták”, „a kövérek lusták”.
- Nemzeti és etnikai sztereotípiák. Nemzeti hovatartozásra épülő sztereotípiák, mint például a „svájci precíz”, „az olasz vidám”
- Szakmákról szóló sztereotípiák. Különböző szakmákhoz társított sztereotípiák

## Sztereotípiavédelmező mechanizmusok

### Külső körülménynek való tulajdonítás
Alapvetően ha valamilyen információ eltér a várttól vagy normálistól, alaposan utánajárunk. A sztereotípiák esetében egészen addig mehet ez, amíg egy külső oknak nem tulajdonítjuk a cselekvő kiugró viselkedését a természete helyett. Így a sztereotípia fennmarad, csak a helyzetnek tulajdonítjuk a személy viselkedését.

### Új kategóriák létrehozása
Egy másik módszer a specifikus, új kategóriák, azaz altípusok létrehozása a sztereotípián belül, például a feketék altípusai lehet: üzletember, gettólakó. Ezzel a módszerrel megmarad a régi sztereotípia, csak kisebb csoportokra bontva új megállapítások keletkeznek, tehát a kivétel erősíti a szabályt csoportot hoznak létre.

### Kontraszthatás
A harmadik módszer során az inkonzisztens információ sikertelen magyarázása és lehetséges altípusok létrehozásának elbukása miatt a nem sztereotip viselkedésű embereket a csoport kiemelkedő és teljesen különleges tagjának titulálják, ezzel megőrizve a csoport többi tagjára nézve a szabályokat. Ezt kontraszthatásnak hívjuk. Néha már annyira különbözőnek látják az ilyen egyént a csoporttól, hogy inkább oda nem illőnek tekintik, ez által pedig a csoportbenyomás megmarad.

## Sztereotípiák leküzdése

### Allportkontaktushipotézise
Bizonyos körülmények között különböző csoportok tagjai közötti közvetlen kapcsolat csökkentheti, vagy akár meg is szüntetheti a sztereotípiákat, előítéleteket és az így kialakuló diszkriminációt.

### A kapcsolat hatásossága
Ha az interakció a megfelelő kapcsolatot eredményezi (olyat, ami megakadályozza a sztereotípiavédő mechanizmusok működését), a sztereotípiák megváltozhatnak.  Például, ha a csoporttal való kapcsolat során a tagok többször hasonló helyzetet teremtenek és hasonló, sztereotípiától eltérő információkat adnak át ezzel a külső körülménynek való tulajdonítást akadályozzák meg, ezen kívül a több csoporttaggal való találkozás az altípusok létrehozását nehezíti meg és végül, ha ezek a tagok tipikus csoporttagok, akkor a kontraszthatás is megszüntethető.

### Tudatosság
Odafigyeléssel, kellő motivációval és a csoporttagok megismerésének lehetőségével az automatikusan aktivált sztereotípiák is leküzdhetőek, csak tudatosan keresni kell az inkonzisztens információkat.

## A nemi sztereotípia
A nemi szerepek elsajátítása már csecsemőkorban elkezdődik és tart egész életen át. A szereptanulás fő színterei a család, az iskola, a média és a kortársak lehetnek. Bár az esélyegyenlőség az Európai Unió alapelvei közé tartozik annak megalakulása óta, és bár a női foglalkoztatás növelését, a munka és a család összeegyeztetését az EU kiemelt figyelemmel kezeli, a nemi sztereotípiák mégis erősen meghatározzák korunk gondolkodásmódját.
A nyugati típusú kultúrákban főleg a következő sztereotípiák a jellemzőek:
1. A munka nemek szerinti elkülönülése;
2. a férfi agresszivitás;
3. a férfiak meghatározó szerepe a katonai és politikai körökben;
4. a gyereknevelés női felelősségkörbe sorolása;
5. a következő tulajdonságok egyértelmű nemekhez kötése: gondoskodás, elhivatottság, engedelmesség, önállóság, eredményesség, függetlenség;
6. családon belüli szerepfelosztás: nő a család belső összetartója, a férfi a külvilág felé képviseli a családot;
7. férfi = alkotás és irányítás, kreativitás; nő= expresszivitás, intuíció, befogadás, inkább passzív szerep

A  nemi sztereotípia egy általános  példája:  A „tipikus” férfi erős, célratörő, agresszív; ezzel szemben a „tipikus” nő gondoskodó, kedves, visszahúzódó. Ehhez hasonló „elvárásokkal” nap mint nap találkozhatunk, mégis érdemes kiemelni egy területet, ahol a probléma roppant szembetűnő, és napjainkban is sokakat foglalkoztat: ez pedig a munkaerőpiac.
Minden munkavállaló fejében ott van, hogy milyen elvárások vannak a férfi és női kollégákkal szemben egy munkahelyen. Nők esetében, pl. simulékonyság, mindenkivel szembeni kedvesség, gondoskodás, visszahúzódó viselkedés. Férfiak esetében: célratörő, határozott, tervezze meg a cselekedeteit, lássa előre, milyen hatásai lesznek lépéseinek. Döntsön logikusan és érzelemmentesen.
A nők és férfiak zöme a nemi sztereotípiáknak megfelelően viselkedik a munkahelyén, hiszen ha valaki nem ezeknek megfelelően viselkedik, azt általában negatívan ítélik meg a körülötte lévők.  Ugyanakkor igaz az is, hogy a személyiség fejlődés és az ennek következtében elért munkahelyi pozíciók kölcsönhatásban állnak egymással, hiszen az elért pozíció függ a személyiségtől, az önpercepciótól, míg a hierarchiában elfoglalt hely visszahat, alakítja a személyiséget.
Manapság egyre több kutatás fókuszában a férfiak és a nők lehetőségei közötti egyenlőségek és egyenlőtlenségek arányai állnak. Jelentős eltérés tapasztalható például a betöltött vezetői és beosztotti pozíciók arányában, abban, hogy az egyes gazdasági szektorokban milyen arányban képviseltetik magukat a nemek, illetve a férfiak és nők azonos pozícióban elvárható béreiben is. A különbségek bemutatására, íme, egy érdekes adat az ENSZ 2006-ban készített Gender Gap - nemi egyenlőségi indexéből. A világszervezet mutatója azt méri, hogy milyen a nők és férfiak egyenlősége a következő területeken:
- gazdasági részvétel és lehetőségek
- oktatási eredmény
- egészség és túlélés
- részvétel a politikai döntéshozatalban

Magyarország az összesített eredmények alapján, a vizsgált 115 ország között az 55. helyen áll.